# Pioneer (Agrarunternehmen)
Das amerikanische Unternehmen Pioneer Hi-Bred International, Inc. (auch DuPont Pioneer) ist der weltgrößte Entwickler und Anbieter von Anbaupflanzen und Saatgut. Das Unternehmen liefert in über 70 Länder. Es gehört heute zum Corteva-Konzern und hat seinen Hauptsitz in Johnston, Iowa.

## Geschichte

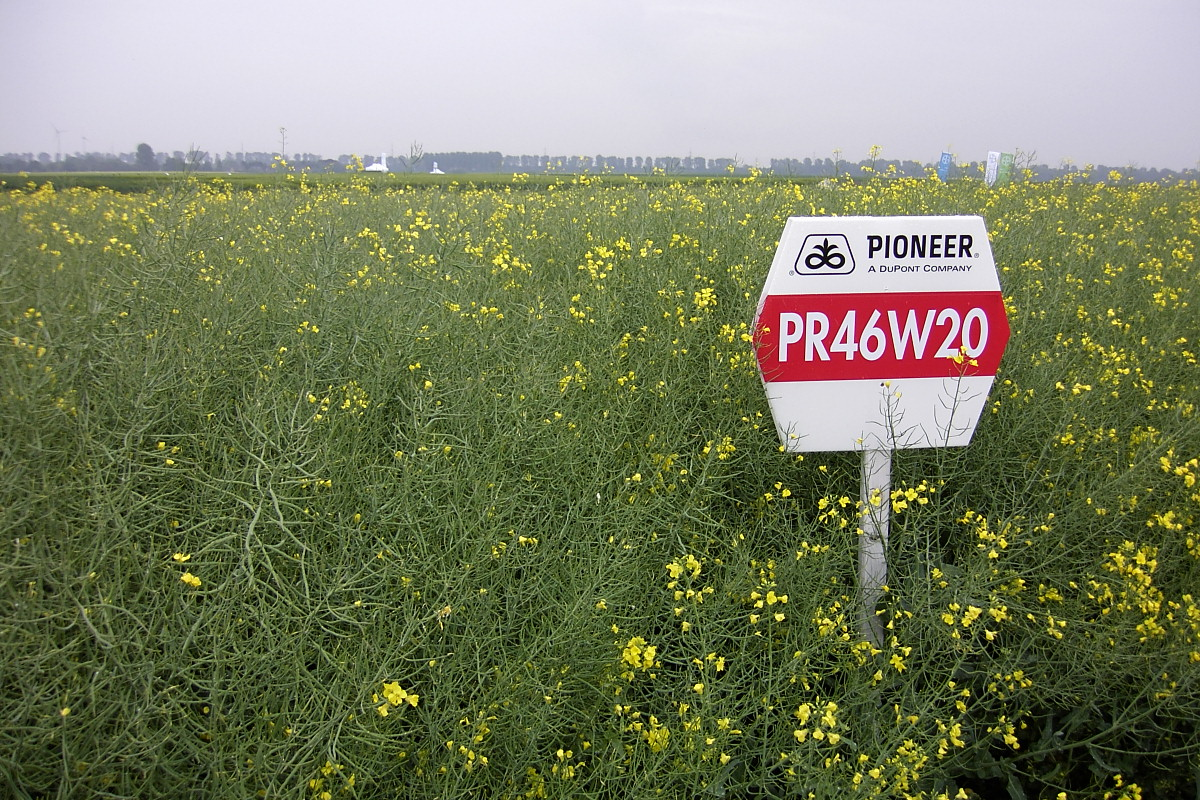
Winterrapssorte von Pioneer Hi-Bred

Das Unternehmen wurde 1926 von Henry A. Wallace gegründet, 1946 expandierte es nach Kanada. Bis 1949 wurden mehr als eine Million Einheiten Mais verkauft, zwei Jahre später wurde die erste Forschungsstation außerhalb der Vereinigten Staaten in Japan gegründet und 1970 wurde die Hi-Bred Corn Company in Pioneer Hi-Bred International, Inc. umbenannt. Im Jahr 1971 expandierte Pioneer nach Westeuropa, Mittelamerika und Südafrika und 1976 zusätzlich nach Zentraleuropa und Asien. 1973 wurde Pioneer zu einer Aktiengesellschaft. Im Jahr 1982 überstieg das jährlich verkaufte Saatgut 10 Millionen Einheiten. 1996 begann Pioneer als erstes Unternehmen damit, transgenen Mais zu erforschen. 1997 kaufte DuPont 20 % der Pioneeraktien, 1999 übernahm es auch die restlichen 80 %. Nach der Fusion von DuPont mit Dow wurde das Unternehmen 2017 Teil von DowDuPont. 2019 spaltete DowDuPont die Agrarspalte und damit auch Pioneer als Corteva ab.

## Filme
Der Dokumentarfilm We Feed the World behandelt unter anderem die Geschäftstätigkeit eines Angestellten von Pioneer in Rumänien.